# Eois internexa
Eois internexa är en fjärilsart som beskrevs av Paul Dognin 1910. Eois internexa ingår i släktet Eois och familjen mätare. Inga underarter finns listade i Catalogue of Life.